# Anthony Trollope
Anthony Trollope (Londres, 24 de abril de 1815-Londres, 6 de diciembre de 1882) fue uno de los novelistas ingleses más exitosos, prolíficos y respetados de la época victoriana. Algunas de las obras más apreciadas de Trollope, conocidas en conjunto como las Crónicas de Barsetshire o Las novelas de Barchester, giran en torno al condado imaginario de Barsetshire, pero también escribió penetrantes novelas sobre temas y conflictos políticos, sociales y sexuales de su época.
Trollope ha sido siempre un novelista popular. Han sido aficionados a sus novelas sir Alec Guinness (quien nunca viajaba sin una novela de Trollope), el ex primer ministro británico sir John Major, el economista John Kenneth Galbraith, la popular escritora estadounidense de misterio Sue Grafton y el guionista y dramaturgo Harding Lemay. La reputación literaria de Trollope decayó un tanto durante sus últimos años de vida, pero a partir de mediados del siglo XX recuperó el favor de la crítica. Sir Ifor Evans señala que, durante los bombardeos sobre Inglaterra en la Segunda Guerra Mundial, las novelas de Trollope eran la lectura favorita de un gran número de personas.

## Reputación
Aún no adhiriéndose oficialmente al realismo, se esfuerza en describir los medios sociales. A veces, la caracterización de sus personajes pasaba por tediosas páginas, pues Trollope no se distingue, precisamente, por la brevedad (Bernard).
Después de su muerte, apareció su deliciosa Autobiografía (Autobiography). La pérdida de estima entre los críticos viene en parte de este volumen, en el que se vanagloriaba de trabajar con la regularidad de un buen funcionario y se refiere al arte de escribir novelas como si fuese algo tan sencillo como remendar zapatos. Ya durante su carrera literaria, los críticos le reprochaban su prodigiosa cantidad de obras (lo mismo hicieron respecto a su contemporáneo Charles Dickens, pero cuando Trollope reveló que en verdad seguía un esquema prefijado, confirmó sus peores temores. La Musa, desde su punto de vista, podía justificar tan amplia producción, pero nunca se ajustaría a un esquema prefijado. Es interesante constatar que nunca se ha criticado a Gustave Flaubert por ser tan diligente, aunque trabajaba sobre un esquema similar al de Trollope. Más aún, Trollope admitía que escribía por ganar dinero; al mismo tiempo, consideraba falso y tonto despreciar el dinero. La Musa, decían los críticos, nunca debe andar en busca de dinero.
Las novelas de Barchester se ambientan en una ciudad y sus pueblos circundantes a mediados de la época victoriana. Son novelas largas, parsimoniosas, que indagan detalladamente "las motivaciones, los dilemas y los errores que afectan a los personajes, todo ello elaborado en una disección que hoy en día resultaría impensable" (Barnard). Hoy en día pueden dar una imagen quizá demasiado complaciente.
Actualmente, tienen mejor acogida sus llamadas novelas políticas, sobre todo El mundo en que vivimos, sátira considerada su obra maestra. Denuncia con crudeza el abandono de los estándares morales, el doble juego económico o la calculadora obsesión por el dinero que se esconden detrás de la fachada aparentemente sólida de las instituciones victorianas (Barnard). 
Asa Briggs elogia su descripción de los políticos de mediados del siglo XIX, llegando a afirmar que Ralph the Heir "contiene los mejores episodios sobre una elección en toda la novelística inglesa, más convincente que el Eatanswill de Dickens".
"Poseía gran facilidad para la narración sin pretensiones, una fértil imaginación, un estilo que parece ganarse al lector sin esfuerzo, y una feliz imaginación para crear personajes y episodios. Realista, seguro de sí y consciente de no transgredir los mundos que escapaban a su comprensión" (Ifor Evans).

## Obras
Son novelas salvo que se diga lo contrario:

### Crónicas de Barsetshire
| - El custodio / The Warden (1855). Ediciones en España: Círculo de Lectores, 1996. ISBN 84-226-4638-2; y Ediciones Alfaguara, 2004. ISBN 84-204-0206-0 - Las torres de Barchester / Barchester Towers (1857). Editado en España por Cátedra, Madrid, 2007, edición y traducción de Miguel Ángel Pérez Pérez. ISBN 978-84-376-2413-6. Editado en España por Espasa Calpe. Madrid, 2008, Traducción de José Miguel Santamaría y Cándido Santamaría. ISBN 978-84-670-2876-8 - El doctor Thorne / Doctor Thorne (1858). Editado en España por Rialp, 2003. Traducción de Mª Cristina Graell. ISBN 84-321-3454-6 - Framley Parsonage (1861) - The Small House at Allington (1864) - The Last Chronicle of Barset (1867) |

### Novelas de Palliser
| - Can You Forgive Her? (1864) - Phineas Finn (1869) - The Eustace Diamonds (1873) | - Phineas Redux (1874) - El primer ministro (1876) - The Duke's Children (1879) |

### Otras
| - The Macdermots of Ballycloran (1847) - The Kellys and the O'Kellys (1848) - La Vendée (1850) - The Three Clerks (1858) - Las Indias occidentales y el continente español (The West Indies and the Spanish Main) (de viajes) (1859). Hay una edición en Costa Rica: Tip. Trejos Hermanos, San José, 1925. - The Bertrams (1859) - Castle Richmond (1860) - Tales of All Countries, 1.ª serie (relatos cortos) (1861) - Tales of All Countries, 2.ª serie (relatos cortos) (1863) - Tales of All Countries, 3.ª serie (relatos cortos) (1870) - Orley Farm (1862) - North America ((1862), libro de viajes - Rachel Ray (1863) - Miss Mackenzie (1865). Editado en España como La señorita Mackenzie Depoca, 2014 ISBN 9788493897277 - Hunting Sketches (esbozos) (1865) - Travelling Sketches (esbozos) (1866) - Clergymen of the Church of England (1866), esbozos - The Belton Estate (1866) - The Claverings (1867) - Nina Balatka (1867) - Linda Tressel (1868) - He Knew He Was Right (1869) - Did He Steal It? (1869), obra de teatro - The Struggles of Brown, Jones, and Robinson (1870) - The Vicar of Bullhampton (1870) - An Editor's Tales (relatos cortos) (1870) - The Commentaries of Caesar (libro de texto) (1870) - Sir Harry Hotspur of Humblethwaite (1871) - Ralph the Heir (1871) - The Golden Lion of Granpère (1872). Publicado en España: El Léon de Oro. Astarte, 1945. | - Australia and New Zealand (1873), libro de viajes - Harry Heathcote of Gangoil (1874) - Lady Anna (1874) - El mundo en que vivimos / The Way We Live Now (1875). Editado en España por Ático de los libros, Barcelona, 2019. Edición y traducción de Claudia Casanova. ISBN 978-84-17743-18-5. - The American Senator (1877) - Is He Popenjoy? (1878) - South Africa (de viajes) (1878) - How the 'Mastiffs' Went to Iceland (1878), libro de viajes - John Caldigate (1879) - Ojo por ojo / An Eye for An Eye (1879). Editado en España por Alianza Editorial, Madrid, 2014. Traducción de Miguel Ángel Pérez Pérez. ISBN 978-84-206-8293-8 - Cousin Henry (1879). Publicado en España como El primo Henry por Alejo Climent, Barcelona - Thackeray (crítica literaria) (1879) - Life of Cicero (biografía) (1880) - Ayala's Angel (1881) - Doctor Wortle's School (1881) - Why Frau Frohmann Raised Her Prices and other Stories (relatos cortos) (1882) - Lord Palmerston (biografía) (1882) - The Fixed Period (1882) - Kept in the Dark (1882) - Marion Fay (1882) - Mr. Scarborough's Family (1883) - An Autobiography (autobiografía) (1883) - The Landleaguers (novela inacabada) (1883) - El amor de un hombre de cincuenta años / An Old Man's Love (1884). Publicado en España por Funambulista, 2012. Traducción de Alma Fernández Simón y Maite Roig Costa. ISBN 978-84-940293-8-7. - The Noble Jilt (obra de teatro) (1923) - London Tradesmen (esbozos) (1927) - The New Zealander (ensayo) (1972) |

## Adaptaciones
- The Barchester Chronicles (1982). Es una serie de televisión basada en la novela Barchester Towers.
- The Way We Live Now (2001). Es una serie de televisión basada en la novela homónima.
- He Knew He Was Right (2004). Es una serie de televisión basada en la novela homónima.
- Doctor Thorne (2016). Es una serie de televisión basada en la novela homónima.